# Kathryn Morris
Kathryn Morris (Cincinnati, 28 de janeiro de 1969) é uma atriz norte-americana. É mais conhecida por seu papel principal na série da CBS, Cold Case.

## Biografia
Morris começou sua carreira com um papel menor no telefilme Long Road Home de 1991. Vários outros trabalhos se seguiram, incluindo uma pequena atuação como um paciente psiquiátrico no vencedor do Oscar As Good as It Gets. Seu papel de destaque veio como a tenente Annalisa "Stinger" Lindstrom na série de televisão Pensacola: Wings of Gold em 1997 por duas temporadas. Morris continuou a trabalhar em filmes (principalmente aqueles dirigidos por Rod Lurie) e teve uma breve passagem pela série Xena em 1999 como Najara.
Depois de vê-la no filme The Contender (que a DreamWorks distribuiu), Steven Spielberg a escalou para dois filmes consecutivos. Suas cenas como uma estrela do rock em A.I. Artificial Intelligence, que exigia que Morris fizesse aulas intensivas de canto e violão, foram cortadas do filme pelo diretor, o que foi particularmente angustiante para ela. Em Minority Report, interpretou a esposa atormentada do personagem de Tom Cruise.
Em 2003, Morris ganhou o papel principal como a detetive Lilly Rush na série dramática da CBS Cold Case. Ela também apareceu nos filmes Mindhunters e Paycheck, de 2004, ao lado de Ben Affleck, e mais recentemente como a esposa jornalista de Josh Hartnett no drama de Lurie Resurrecting the Champ (2007). Morris apareceu no filme Cougars, Inc., que foi distribuído em 2011. Em 2012, Morris apareceu no filme The Sweeter Side of Life, do Hallmark Channel, uma comédia romântica.